# Rolf Knipper
Rolf Knipper (* 22. Mai 1955 in Burscheid; † 17. Februar 2008 in Leverkusen) war einer der bekanntesten Modelleisenbahner in Deutschland und dem europäischen Ausland.
Bekannt wurde Rolf Knipper durch viele Publikationen in Fachzeitschriften, aber auch eigene Modelleisenbahnanlagen und -projekte wie etwa die Anlage „das Elberfeldprojekt“, das  „Mariensiel“ oder die Modellbahn Fehmarn.
Er schrieb nicht nur Berichte für Zeitschriften, sondern auch Bücher zu Details und speziellen Techniken des Modellbahnbaus.